# Nowa Wola (Kozienice)
Pour les articles homonymes, voir Nowa Wola.
Nowa Wola (prononciation : [ˈnɔva ˈvɔla]) est un village polonais de la gmina de Grabów nad Pilicą dans le powiat de Kozienice de la voïvodie de Mazovie dans le centre-est de la Pologne.
Il se situe à environ 4 kilomètres au sud de Grabów nad Pilicą (siège de la gmina), 27 kilomètres au nord-ouest de Kozienice (siège du powiat) et à 60 kilomètres au sud de Varsovie (capitale de la Pologne).
Le village possède approximativement une population de 170 habitants.

## Histoire
De 1975 à 1998, le village appartenait administrativement à la voïvodie de Radom.